# Andrônico Paleólogo Cantacuzeno

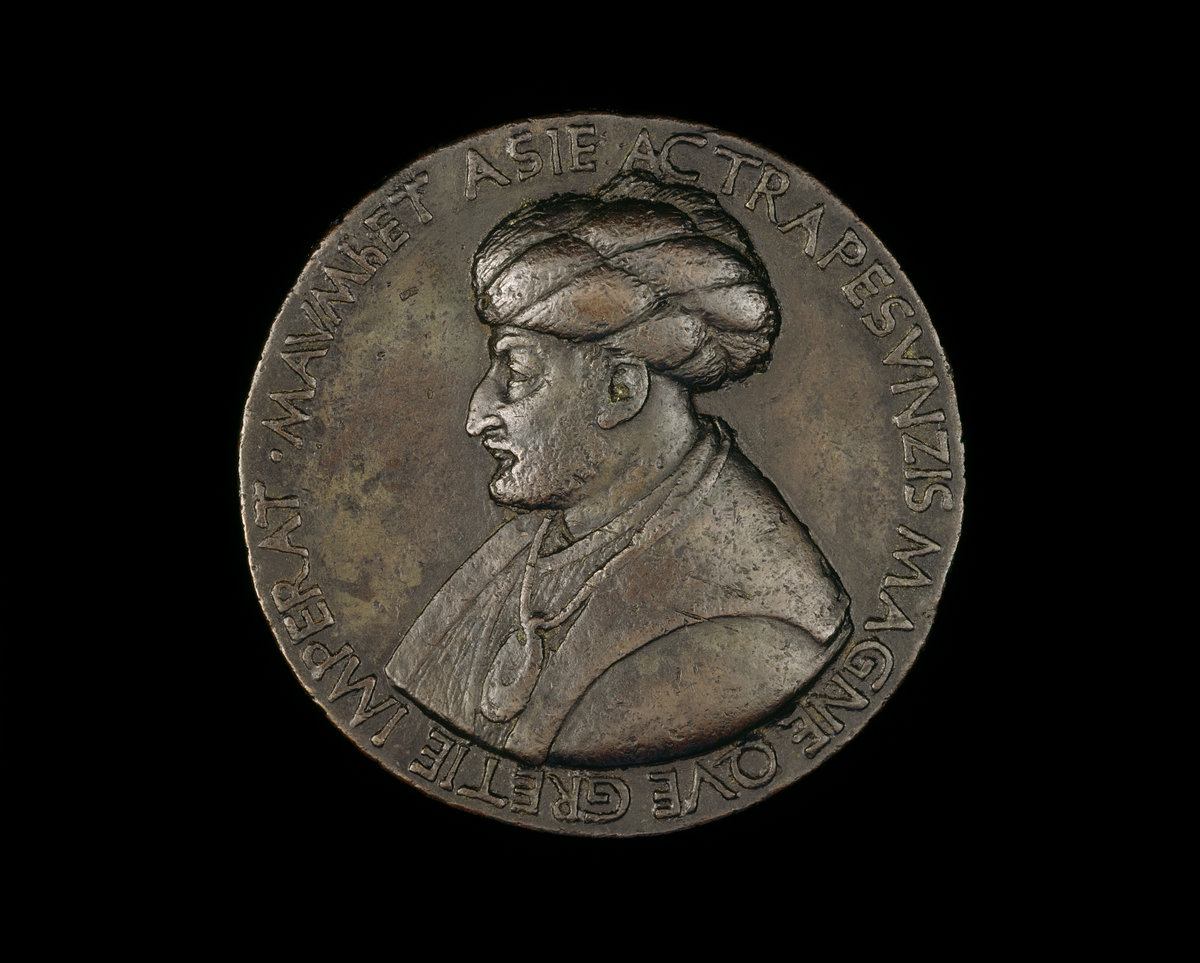
Moeda com efígie de

Andrônico Paleólogo Cantacuzeno (executado em 4 de junho de 1453) foi o último grande doméstico do Império Bizantino. Presente na cidade quando da Queda de Constantinopla, foi um do grupo de altos oficiais executados pelo sultão otomano Maomé II, o Conquistador cinco dias após a cidade ser tomada. Andrônico esteve entre aqueles que aconselharam o imperador Constantino XI Paleólogo a desposar Ana, a filha do imperador Davi de Trebizonda, ao invés de Mara, a filha de Jorge I Brankovic, déspota da Sérvia. Seu nome aparece no tratado entre o Império Bizantino e a República de Veneza concluído em abril de 1448, no lugar de Demétrio Paleólogo Cantacuzeno, que estava disposto no momento.
Ele é provavelmente o grande doméstico Cantacuzeno que o imperador João VIII Paleólogo (r. 1425–1448) enviou em sua queda em 1436 para persuadir os sérvios a enviar uma delegação para o Concílio de Ferrara-Florença acerca da União das Igrejas. O historiador Silvestre Sirópulo descreve este homem como o "cunhado do déspota da Sérvia"; Andrônico Paleólogo Cantacuzeno foi o irmão de Irene Cantacuzena, esposa de Jorge I Brankovic. A Igreja Sérvia recusou participar neste concílio, e se a identificação estiver correta, poderia explicar a motivação de Andrônico na oposição ao casamento entre o imperador Constantino e Mara Brankovic.

## Família
De acordo com a genealogia que Hugues Busac compilou de sua esposa Carola Cantacuzene de Flory, ele foi o irmão de Jorge Paleólogo Cantacuzeno, e com Jorge possivelmente filho de Demétrio I Cantacuzeno. Ele casou-se e teve ao menos um filho que casou-se com a filha do mega-duque Lucas Notaras. O historiador Ducas conta como o jovem Cantacuzeno foi acompanhado por seu sogro na execução deles.